# Gellik
Gellik est une section de la commune belge de Lanaken située en Région flamande dans la province de Limbourg. C'était une commune à part entière avant la fusion des communes de 1977

## Toponymie
Le nom de Gellik viendrait de Galliacum (le domaine de Gallius).
Gelleken (1096), Gelleke (1096), Gellec (1096), Gelliche (1140), Gelleka (1149).

## Démographie

### Évolution démographique
- Sources : INS, Rem. : 1831 jusqu'en 1970 = recensements, 1976 = nombre d'habitants au 31 décembre[3].